# Shaitan
Xem thêm: Satan

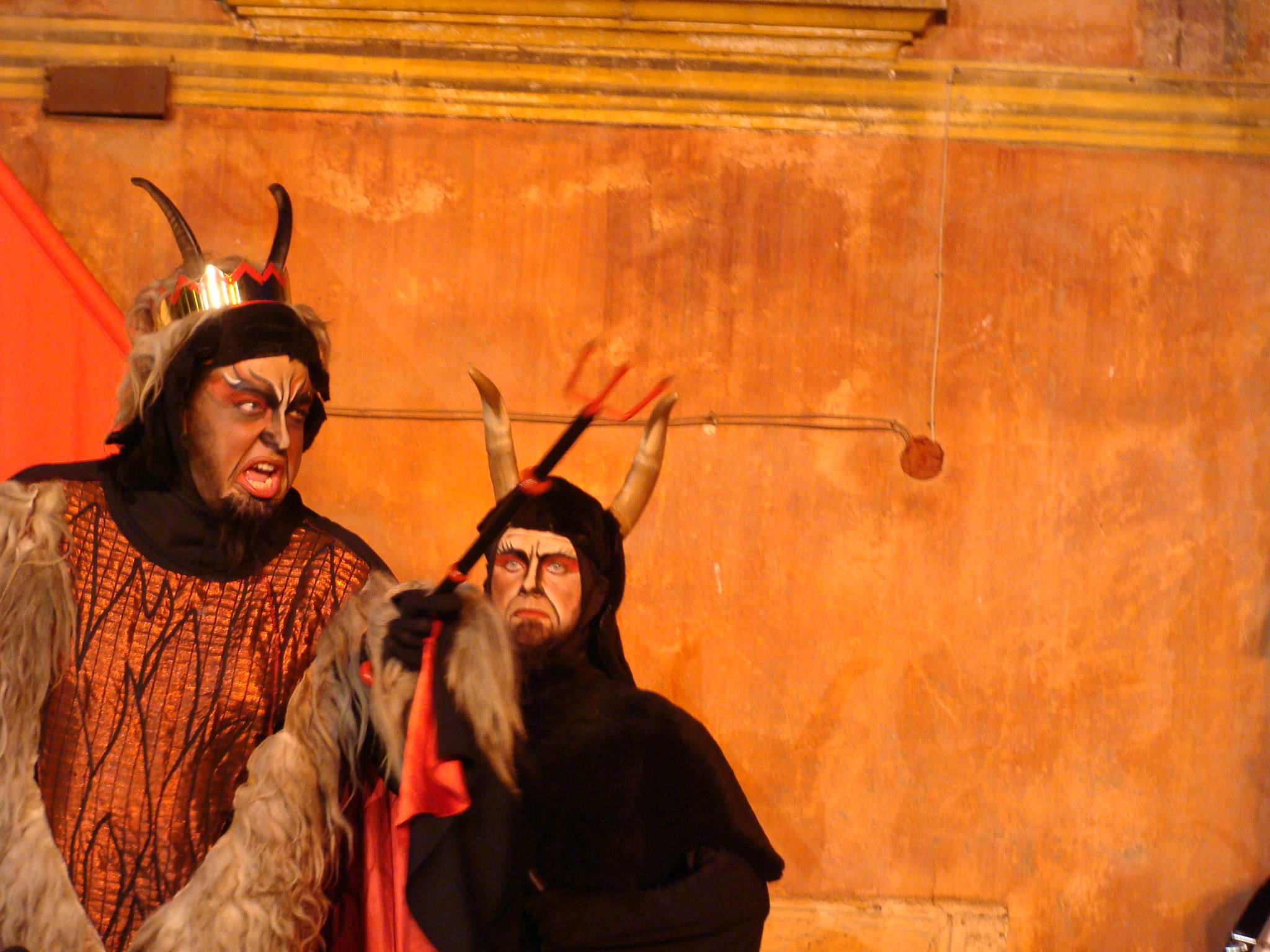
Họa phẩm về Shaitan

Shayāṭīn (tiếng Ả rập: شياطين; số ít: Shaiṭān شَيْطٰان; phát âm tiếng Việt như là: Sây-tôn; có nghĩa là “kẻ lầm lạc” hoặc “ác quỷ” hay “hung thần”) là những linh hồn xấu xa trong niềm tin Hồi giáo chuyên xúi giục con người (và Jinn) phạm tội bằng cách “thì thầm” (وَسْوَسَة, “waswasah”) vào trái tim (قَلْب qalb) họ Chúng tạo thành một lớp sinh vật vô hình riêng biệt bên cạnh những thiên thần trong Hồi giáo theo truyền thống Hồi giáo thường được coi là những sinh vật xấu xí và kỳ dị được tạo ra từ Jahannam (địa ngục) và lửa. Đây là một hình tượng chung bắt nguồn từ các tôn giáo Abraham là quỷ Satan vốn luôn cho rằng sự độc ác, cám dỗ đã dẫn đến sự lầm lạc, sa ngã của nhân loại, lấy một ý nghĩa thần học chỉ định một sinh vật xa rời lòng thương xót của Đức Chúa Trời Trong thời kỳ trước giai đoạn Hồi giáo Ả Rập, thuật ngữ này được dùng để chỉ một linh hồn ma quỷ, nhưng chỉ được sử dụng do các nhà thơ tiếp xúc với người Do Thái và Cơ đốc giáo sử dụng. 
Theo đạo Hồi thì Shaitan hay Iblis là một thực thể được tạo bằng lửa, bị đày xuống thiên đàng vì từ chối cúi mình trước Adam (con người), cám dỗ con người phạm tội lỗi bằng cách đầu độc tâm trí họ với tà tâm. Shaitan từng là một thiên thần, mang trong mình sự thông thái và vẻ đẹp nhưng sa ngã vì sự kiêu ngạo, cám dỗ con người vào con đường sai trái và tội lỗi, có sức mạnh rất lớn đối với thế giới của những kẻ sa ngã. Bọn Jinn không có đức tin được gọi là Shaytan, Qarin hay ma, quỷ… Chúng muốn làm cho con người đi lạc lối bằng nhiều phương cách khác nhau. Những ai nghe lời chúng và làm việc cho chúng thì trở thành đồng bọn của chúng, là Shaytan, ma, quỷ. Vì Allah có phán: "Và tương tự như thế TA (Allah) đã đặt Shaytan và Jinn làm kẻ thù cho mỗi vị Nabi; Chúng gợi ý cho nhau bằng những lời lẽ hoa mỹ để mong lừa dối thiên hạ" (Kinh Koran - Surah: chương 6 câu 112) "Và TA bảo vệ nó khỏi bị từng tên Shaytan đáng bị tống cổ (len lỏi đột nhập). Nếu có tên nào lén nghe trộm (tin tức) thì sẽ bị một chùm lửa đỏ rực rượt đánh" (Kinh Koran - Surah: 15 : 17-18).